# Cratere Galina
Galina  è un cratere sulla superficie di Venere.